# Хлівисько (річка)
Хлівисько — річка в Україні, у межах Самбірського району Львівської області. Права притока Болозівки (басейн Дністра). 

## Опис
Довжина 11 км, площа басейну 26 км². Річка рівнинного типу. Заплава двобічна, розлога, в багатьох місцях заболочена, поросла лучною рослинністю. Річище слабозвивисте, місцями випрямлене, дно заболочене. 

## Розташування
Хлівисько бере початок на захід від села Міжгайці. Тече спершу на схід, у пониззі — на північний схід. Впадає до Болозівки на північ від  села Зарайського. 
При річці розташовані села: Міжгайці, Лановичі, Зарайське. 